# Christian Danning
Sophus Christian Danning, født Christian Pedersen (16. juni 1867 i Nørregade Odense – 7. november 1925 Sct Joseph Hospital) var en dansk dirigent og komponist
Danning mødte Georg Sigurd Asp, og indledte samarbejde med om sin 1st. Opera "Gustav Adolf"
Mødet med ham fik i øvrigt følger, som man ikke umiddelbart kunne forudse. Sigurd Asp skaffede ham nemlig en kapelmesterstilling i Helsingfors og i 1892 giftede han sig med Asps søster Valborg Sofie Asp, der var datter af professor Georg August Asp.
Ægteskabet holdt i ti år, indtil han i 1902 traf den kendte og feterede skuespillerinde, Signe Thora Aas, som han forelskede sig voldsomt i. Han lod sig skille fra sin finske kone og nogle måneder senere blev han gift med Signe Aas i Westminster Chatederal i London.
Ægteskabet fortsatte til Christian Dannings i 1925 i en alder af 58 år døde på St.Josephs Hospital i Odense efter kort sygdom. Han fik en søn med hver af de to hustruer.
Danning, der tog navneforandring 1893, studerede violin, klaver og teori ved Det Kongelige Danske Musikkonservatorium. Senere undervistes han i Tyskland (Sondershausen og Leipzig). I 1896 fik han Det anckerske Legat og rejste til Italien, Frankrig og Tyskland. Derefter arbejdede han en tid i Finland og virkede som musiklærer i København, men 1899-1907 var han på Edvard Griegs anbefaling ansat som kapelmester ved teatret i Bergen samt ved det lokale musikselskab Harmonien. Fra 1907-1911 var han i en tilsvarende stilling ved Fahlstrøm teatret i Christiania/Oslo og endelig fra 1914-1923 kapelmester ved Odense Byorkestersamt Odense ny Teater der åbnede 1914. I sin tid i Odense ledede han også sommerkoncerter ved pavillonen i Fruens Bøge skoven. Han dir. i Odense Korforening.
Danning gav undervisning både i Odense og på Helnæs hvor han boede ca de sidste 7 år.
Danning dir en hyldest, han skrev musikken til, for det danske kongepar, da der i 1922 var et stor gymnastikstævne i Odense. Koncerten foregik først på Kvægtorvet (der hvor TV2 holder til i dag) koncerten blev gentaget uden Kongeparret i Fruens Bøge næste dag.
På Kvægtorvet havde Carl Nielsens "Fynsk Forår" urpremiere den samme dag, så Danning og Nielsen har utvivlsomt mødtes.
Som et kuriosum kan nævnes at Christian Danning og hans kone Signe Danning, der var skuespiller, i 1911 medvirkede i en norsk stumfilm Under forvandlingens lov.
Signe Aas medvirkende i et par andre film også, sideløbende med sit skuespil, dels i Bergen, og senere i Christiania, førend de rejste til Danmark.
Uden at være nogen betydelig komponist røber han i sin musik et godt teknisk håndelag og en evne for let og indtagende musik til tider i en stærkt lyrisk stil.Dog fik han store og flotte anmeldelser både i Norge og Danmark, fordi han fik ydet det ypperste af musikerne, med tanke på det var strenge tider i begge lande (og omverdenen)
Danning rejste til Italien og fik Puccinis La Boheme, under armen, og var den første i Norden der fik den opført i 1904, med stor succes, og efterfølgende kaldt for operaens mand. Først senere fulgte Sverige og Danmark trop.
Det eneste af hans musik, der spilles i dag er "Rococo Menuet", der er en del af en suite på 8 satser. Det vides ikke hvor meget Danning selv hørte de 8 satser, men Rococo-Menuetten, spillede han allerede i 1918 ved en koncert i Strib med Odense By Orkester. Endda muligvis tidligere, da der er nævnt en Menuet i tidligere avisartikler. Desuden spilles et par af hans sange bl Helnæs sangen og Røde Roser, December mm.
Der blev spillet en del musik af ham i 2000, hvor det var 75 året for hans død, hvor jeg fortalte om komponisten.(Dr P2 optog koncerten) Der var atter et arrangement ved hans 150 års fødedag i 2017, begge arrangementer afholdtes på Helnæs gl. Præstegaard og i Helnæs kirke, hvor han blev begravet.
I Norge spilles hans arrangement af Midnatsdansen stadig og er udgivet på adskillige plader m div norske og islandske kunstnere.
Rococo Menuet er indspillet af mange kunstnere, og var for det meste med på spillelisten ved salonkoncerterne i bl Vivex.
Dejlige land foreligger også på plade.
Danning indspillede andre komponisters musik på plader,der blev udgivet i 1912/13 på selskabet BEKA.
Danning forsøgte at skabe et Fynsk Symfoniorkester, kommunerne gav udtryk for interesse, men sprang fra da det gjaldt.
Familien Danning købte hus på Helnæs i 1918, ved hjælp af lån fra svigerfaren. De havde dog adr i Odense ca det første år, da huset først skulle rømmes inden de kunne flytte ind. Der var en form for hospital i del af huset.
Chr. Danning opnåede dog på nationalscenen i Bergen, og på Christiania Nationaliteater, stor succes med sin opera Kynthia, som blev opført 43 gange i alt, hvilket var meget for en opera på den tid, og således en af de største markeringer for genren i Norge.
Kongeparret overværede en af de sidste opsætninger i Christiania.
Om Operaen i Bergen skrev Chr. Danning til Edvard Grieg den 27. oktober 1903: "Kære mester. Af avisudklip, som jeg er så fri at sende Dem, vil De se, at min opera opnåede stor succes her i søndags.
Desuden: Harmoniens første koncert i denne sæson må i det store hele betegnes som vellykket – takket være Herr Gullis glimrende stærkt personlige Foredrag af Chopins koncerter.
Kynthia blev optaget ved Det Kongelige Teater, men aldrig opført, dels af forpligtigelser til anden side, samt økonomi.
Signe Aas Danning blev over 101 år, og forsøgte at få udgivet en masse af mandens musik på noder, efter hans død, hvilket også lykkedes. Danning selv var mest interesseret i skaberkunsten, og gik ikke så meget op i udgivelser.

## Musik
- Gustav Adolf (opera 1890)
- Fest-Ouverture, 1892.
- Elleskudt (opera 1899)
- Kynthia (opera 1903)
- Snehvide (Eventyr-Sangspil sammen med Sextus Miskow – 1900)
- Columbine (operette 1912)
- Aladdin (skuespil 1916)
- Suite af Aladdin
- 4 Klavierstücke (1926)

- Tusind og een Nat (skuespil af Drachman)
- La commedia (symfoni)
- Rococco, Suite des dances anciennes (forskellig besætning)
- Florentinske stemninger (orkester)
- Violinkoncert
- Dele af violinkoncert, foreligger med klaverpartitur.
- Festmarch (orkester og kor eller andre besætninger)
- Berceuse
- Drei Frühlingslieder (klaver og sang)
- Fire smaa lette Foredragsstykker (violin og klaver)
- Hemlängtan till Finland (strygeorkester)
- Landlig Bryllupstog (klaver)
- Norsk Impromtu (violin og klaver)
- Recitativ til Mindefesten for Gade
- Drømme (strygerorkester)
- La danse: Valse pantomime
- Préludes pour instruments à cordes (strygeorkester)
- Sérénade pour Violon et Piano
- Smaa Klaverstykker
- Solitude (forskellig besætnng)
- Valse Moderne
- 3 symfonier i alt

Midtsommerdansen

### Sange
- Sol og Sky (3 Digte af Valdemar Rørdam)
- Ane Malén (Jeppe Aakjær)
- Borte (Knut Hamsum)
- Dejlige Land (Wilhelm Gregersen)
- Gammelfransk Romance (Thor Lange)
- Jeg vil synge det ud! (Jacob Rønne)
- Kåres sang (Björnstjerne Björnson)
- Majsol (Jeppe Aakjær – kor)
- Med røde Roser (Knut Hamsun)
- Skibet som aldrig kom igjen (Gabriel Scott)
- Tre Sange for Damekor
- Vort flag (Ilving)
- Zigeunerviser (Alphonse Walleen)